# Kommunale Jahresabschlussanalyse
Die kommunale Jahresabschlussanalyse befasst sich als Art der Bilanzanalyse mit der Untersuchung von kommunalen Gebietskörperschaften hinsichtlich deren wirtschaftlicher Lage anhand ihres Jahresabschlusses oder ihres Gesamtabschlusses.

## Allgemeines
Die kommunale Jahresabschlussanalyse kann intern von der Gebietskörperschaft selbst für eigene Zwecke oder extern von Analysten durchgeführt werden. Zweck ist die Ermittlung von betriebswirtschaftlichen Kennzahlen aus dem Jahresabschluss, die Aufschluss über die wirtschaftliche Lage einer Gebietskörperschaft vermitteln. Gebietskörperschaften sind alle staatlichen Untergliederungen (wie Bundesländer, Gemeinden oder Gemeindeverbände) außer dem Bund. Das gilt entsprechend auch im Ausland.
Gläubiger einer Gebietskörperschaft (Kreditinstitute beim Kommunalkredit, Lieferanten, Leasinggeber, Partner bei Öffentlich-Privater Partnerschaft, Anleger von Kommunalanleihen) haben ein Interesse daran, die wirtschaftliche Lage einer Kommune zu ermitteln, um ihr Kreditrisiko einschätzen zu können. Das gilt auch für Ratingagenturen, die im Rahmen einer kommunalen Jahresabschlussanalyse ein Rating festlegen, nach dem sich nicht selbst analysierende Gläubiger richten können.

## Kommunales Rechnungswesen
Die kommunale Jahresabschlussanalyse beruht auf dem veröffentlichten Zahlenmaterial des kommunalen Rechnungswesens. In Deutschland und weltweit sind im öffentlichen Sektor alternativ zwei Buchführungssysteme in Gebrauch, die Doppik und/oder die Kameralistik. Seit Juli 2009 sieht hierfür in Deutschland das maßgebliche Haushaltsgrundsätzegesetz (HGrG) in § 1a Abs. 1 HGrG eine kamerale oder „staatliche doppelte Buchführung“ im Rechnungswesen vor. Im Falle der „staatlichen Doppik“ hat diese nach § 7a Abs. 1 HGrG den Vorschriften des Handelsgesetzbuchs (HGB) zu folgen, insbesondere bei der laufenden Buchführung, Inventur, Bilanzierung und Abschlussgliederung. Nach § 95 Abs. 2 GemO NRW setzt sich der kommunale Jahresabschluss aus Ergebnisrechnung, Finanzrechnung, Teilrechnungen und der Bilanz (Vermögensrechnung) zusammen. 

### Doppik
Der doppische kommunale Jahresabschluss ist nach §§ 242 ff. HGB aufzustellen und setzt sich aus der Bilanz mit genauen Gliederungsvorschriften (§ 266 HGB), der ebenfalls gegliederten Gewinn- und Verlustrechnung (§ 275 HGB) sowie dem Anhang (§ 284 HGB) zusammen und wird gegebenenfalls um den Lagebericht (§ 289 HGB) ergänzt. Aus dem Jahresabschluss können dann – wie bei Unternehmen – Kennzahlen entwickelt werden, die Aussagen über betriebliche Verhältnisse machen, jedoch die gemeindewirtschaftlichen Eigenheiten nicht berücksichtigen.

### Kameralistik
Während in den meisten deutschen Bundesländern erstmals seit dem Beschluss vom November 2003 sukzessive die Doppik eingeführt wurde, gibt es in manchen Staaten noch auf Einnahmen und Ausgaben basierende kameralistische Buchführung (etwa in Belgien, Frankreich, Portugal), bei der die Analysemethoden entsprechend angepasst werden müssen. Hier wird zwischen Verwaltungshaushalt und Vermögenshaushalt unterschieden, die zum Zwecke der Analyse zusammenzuführen sind. Die Kameralistik führt zu Kennzahlen, die aus dem Haushalt entwickelt werden müssen und sich erheblich von den Kennzahlen doppischer Bilanzierung unterscheiden.

## Kommunalwirtschaftliche Kennzahlen
Der Jahresabschluss nach HGB ermöglicht die Ermittlung betriebswirtschaftlicher Kennzahlen bei Kommunen wie bei Unternehmen. Das reicht jedoch für die Beurteilung der spezifischen Kommunalwirtschaft nicht aus. Vielmehr sind darüber hinaus auch die gemeindetypischen Eigenheiten zu berücksichtigen, aus denen zusätzliche Kennzahlen gewonnen werden können. Das hierzu benötigte Zahlenmaterial ergibt sich auch aus dem HGB-Jahresabschluss.

### Einnahmebezogene Kennzahlen
Operative Einnahmen sind alle kommunalen Einnahmen aus selbst erhobenen Steuern, Gebühren, Abgaben, ausgeschüttete Jahresüberschüsse aus kommunalen Unternehmen und Kommunalunternehmen und sonstige Verwaltungserlöse. Die operativen Einnahmen werden um die Transfereinnahmen ergänzt und bilden mit diesen die Gesamteinnahmen:
{\displaystyle {\mbox{Gesamteinnahmen}}={{\mbox{operative Einnahmen}}+{\mbox{Transfereinnahmen}}}}
Transfereinnahmen sind alle Einnahmen, die eine Kommune aus übergeordneten Gebietskörperschaften im Rahmen des Finanzausgleichs erhält.
{\displaystyle {\text{Quote operativer Einnahmen}}={\frac {\text{operative Einnahmen}}{\text{Gesamteinnahmen}}}}
{\displaystyle {\text{Transferquote aus Finanzausgleich}}={\frac {\text{staatliche Transfereinnahmen}}{\text{Gesamteinnahmen}}}}
Je höher mithin der Anteil der operativen Einnahmen an den Gesamteinnahmen ist, umso unabhängiger ist eine Gemeinde von staatlichen Transferleistungen und umgekehrt. Im Idealfall ist eine Gemeinde abundant und nicht auf staatliche Transferleistungen angewiesen.

### Ausgabebezogene Kennzahlen
Operative Ausgaben sind alle kommunalen Ausgaben, die sich aus der Verwaltungstätigkeit ergeben (so genannte Realausgaben wie Personalaufwand und Sachaufwand), hierzu gehören auch Ausgaben für den Schuldendienst (Kreditzinsen und Tilgungen für aufgenommene Kommunalkredite). Die operativen Ausgaben werden um die Transferausgaben ergänzt und bilden mit diesen die Gesamtausgaben:
{\displaystyle {\mbox{Gesamtausgaben}}={{\mbox{operative Ausgaben}}+{\mbox{Transferausgaben}}}}
Transferausgaben dienen der einkommenspolitischen Umverteilung und sind alle Ausgaben, die eine Gemeinde aus gesetzlichen Gründen an ihre Bürger und Unternehmen leisten muss (Sozialleistungen und Subventionen für private und öffentliche Unternehmen), ohne dass diese eine marktwirtschaftliche Gegenleistung zu erbringen haben (siehe Transferleistung):
{\displaystyle {\text{Quote operativer Ausgaben}}={\frac {\text{operative Ausgaben}}{\text{Gesamtausgaben}}}}
{\displaystyle {\text{Transferquote}}={\frac {\text{Transferausgaben}}{\text{Gesamtausgaben}}}}
Je höher der Anteil der Transferausgaben an den kommunalen Gesamtausgaben ist, umso größer ist der Anteil der nicht arbeitenden Bürger an der Gesamtbevölkerung der Gemeinde (hohe Arbeitslosigkeit und/oder hoher Anteil von Kindern und/oder Rentnern). Bei Gemeinden mit hohen Transferquoten gibt es deshalb kaum einen positiven wirtschaftlichen Effekt bei einem allgemeinen konjunkturellen Aufschwung, während eine Rezession sogar noch zur überproportionalen Verschlechterung der Transferquote führt (höheres Arbeitslosengeld und niedrigere Steuereinnahmen). Diese mangelnde Reagibilität bei hoher Transferquote bleibt bei „passiver Flexibilität“ unverändert.

### Finanzstruktur/Liquidität
Zwei Kennzahlen betreffen die kommunale Finanzstruktur:
{\displaystyle {\mbox{dynamischer Verschuldungsgrad}}={\frac {\mbox{Schulden}}{\mbox{Saldo lfd. Verwaltungstätigkeit}}}\times {\mbox{100}}}
{\displaystyle {\mbox{Reinvestitionsquote}}={\frac {\mbox{Nettoinvestitionen}}{\mbox{Jahresabschreibungen auf Anlagevermögen}}}\times {\mbox{100}}}

### Ertrags- und Aufwandsstruktur
Über die kommunale Ertrags- und Aufwandsstruktur geben folgende Kennzahlen Auskunft:
{\displaystyle {\mbox{Ergebnisquote der lfd. Verwaltungstätigkeit}}={\frac {\mbox{Ergebnis lfd. Verwaltungstätigkeit}}{\mbox{Jahresergebnis}}}\times {\mbox{100}}}
{\displaystyle {\mbox{Steuerquote}}={\frac {\mbox{Steuererträge}}{\mbox{operative Erträge}}}\times {\mbox{100}}}

### Kommunale Schuldenkennzahlen
Aus dem Jahresabschluss lassen sich auch Schuldenkennzahlen entwickeln. Die kommunalen Verbindlichkeiten setzen sich aus Kassenkrediten, sonstigen Kommunalkrediten und allen übrigen Verbindlichkeiten einschließlich Rückstellungen zusammen (Bestandteile siehe Fremdkapitalquote). Um die kommunale Schuldentragfähigkeit zu ermitteln, werden diese Gesamtschulden den Gesamteinnahmen gegenübergestellt:
{\displaystyle {\text{Schuldendeckung}}={\frac {\text{Gesamtschulden}}{\text{Gesamteinnahmen}}}}
Liegen die Gesamtschulden unterhalb der Gesamteinnahmen, so könnten die Schulden theoretisch innerhalb eines Jahres aus den Einnahmen zurückgezahlt werden, wobei die Einnahmen dann nicht für andere Zwecke verwendet werden könnten.
{\displaystyle {\text{Schuldendienstdeckungsgrad}}={\frac {\text{Zinsaufwand + Tilgungsausgaben}}{\text{Gesamteinnahmen}}}}
Der kommunale Schuldendienstdeckungsgrad gibt an, inwieweit die für Schulden aufzubringenden Zinsen und Tilgungen von der Kommune aus ihren Gesamteinnahmen bezahlt werden können.
Der für die Schulden zu leistende Schuldendienst (Zinsaufwand und Tilgung), erweitert um den Leasingaufwand, sollte bestenfalls aus den operativen Einnahmen bestritten werden können:
{\displaystyle {\mbox{operative Einnahmen}}>{{\mbox{Zinsaufwand}}+{\mbox{Tilgung}}+{\mbox{Leasingaufwand}}}}
Reichen die operativen Einnahmen hierfür nicht aus, müssen zusätzlich Transfereinnahmen oder neue Kreditaufnahmen zur Deckung herangezogen werden. Dies ist ein deutliches Indiz für eine fehlende Schuldentragfähigkeit.
Der Zinsdeckungsgrad gibt an, wie hoch der Anteil der Zinsaufwendungen an den gesamten operativen Aufwendungen ist:
{\displaystyle {\mbox{Zinslastquote}}={\frac {\mbox{Zinsaufwand + sonstige Finanzaufwendungen}}{\mbox{operative Aufwendungen + Zinsaufwand + sonstige Finanzaufwendungen}}}\times {\mbox{100}}}

## Grenzen der kommunalen Jahresabschlussanalyse
Der kommunale Jahresabschluss ist ein Instrument der Rechnungslegung und bildet interne Sachverhalte mitunter nicht detailliert genug ab. Außerdem können bilanzpolitische Maßnahmen die Aussagekraft des Jahresabschlusses deutlich beeinflussen. Deshalb zeigt der kommunale Jahresabschluss nicht die bedeutsam gewordene kommunale Schattenverschuldung, bei der die Ratingagentur Fitch Ratings im Februar 2009 feststellen musste, dass ihr zu einer vollständigen Analyse deutscher Kommunen wichtige Finanzdaten wie Cross-Border-Leasing und Zinsderivate fehlten. Fitch hält diese Finanzinstrumente bei Gemeinden für „unvorteilhaft“ und geht davon aus, dass sie „zu nicht unerheblichen Eventualverbindlichkeiten und einer zusätzlichen Belastung für die ohnehin desolaten Haushalte geführt“ hätten und führen werden. Das gilt auch für Öffentlich-private Partnerschaften, deren Schulden außerhalb der Kommunen in Zweckgesellschaften bilanziert sind. Ferner können die aus dem privatwirtschaftlichen Bereich entlehnten Kennzahlen nur vor dem Hintergrund des spezifischen Ansatz- und Bewertungsvorschriften des kommunalen Bilanzrechts und den Eigenarten öffentlicher Aufgabenerfüllung angewendet und bewertet werden. So entspricht beispielsweise die Aussagekraft kommunaler Eigenkapitalquoten nicht denen des privatwirtschaftlichen Bereichs, da die Bewertung nicht-liquidierbarer Teile des kommunalen Vermögens die tatsächliche Werthaltigkeit des bilanzierten Eigenkapitals beeinflusst. Dem kommunalen Eigenkapital steht nämlich auch unveräußerliches Verwaltungsvermögen (lateinisch Res extra commercium) gegenüber, so dass das Eigenkapital keine geeignete Schuldendeckungsgröße darstellt. Die Informationen des Jahresabschlusses sind außerdem vergangenheitsorientiert und stichtagsbezogen und somit nicht aktuell. Der Jahresabschluss wird erst 5–6 Monate nach dem Bilanzstichtag veröffentlicht, so dass die Analyse auf bereits vergangenen Sachverhalten fußt. Dennoch ist die kommunale Jahresabschlussanalyse ein probates Instrument zur adressatengerechten Aufbereitung der Daten des Jahresabschlusses, die Hinweise, Trends, Tendenzen und Prognosen zur wirtschaftlichen Lage der Kommune aufzeigen kann. Allerdings sollte sie mit aller Vorsicht und unter Berücksichtigung einer genügend validen Informationsbasis durchgeführt werden.

## Ziele
Als Grundlage einer kommunalen Jahresabschlussanalyse dienen in der Regel aus dem privatwirtschaftlichen Bereich entlehnte Kennzahlen der Jahresabschlussanalyse. Im Rahmen der kommunalen Jahresabschlussanalyse können verschiedene kommunalwirtschaftliche Aspekte mittels geeigneter Kennzahlen untersucht werden. Dazu kann die Analyse in verschiedene Bereiche unterteilt werden. Zum einen dient die Analyse dem interkommunalen Vergleich mittels Kennzahlen. In Frankreich gibt es ein Benchmarkingsystem, das Teil des kommunalen Haushalts darstellt und die Kennzahlen einer einzelnen Gemeinde im Vergleich zu anderen Gemeinden präsentiert. Zudem kann die Analyse kommunalwirtschaftliche Strukturen und Zusammenhänge mit Hilfe der Kennzahlen deutlich machen und zu kommunalwirtschaftlichen Entscheidungen führen. Durch eine kommunale Jahresabschlussanalyse können weiterhin stille Reserven und stille Lasten innerhalb der kommunalen Bilanz aufgedeckt werden. Außerdem können Bilanzpositionen umstrukturiert, neu zugeordnet und neu bewertet werden, um zu einer genaueren Darstellung der Vermögens- und Schuldensituation der Kommune zu gelangen. Weiterhin dient sie der Darstellung der derzeitigen und der möglichen zukünftigen Vermögens-, Finanz- und Ertragslage der Kommune.